# راي (فرقة)
راي (بالإنجليزية: Rhye) هو مشروع موسيقي لموسيقى آر أند بي للمغني الكندي مايك ميلوش. تألفت الفرقة في الأصل منه وعازف الآلات الدنماركي روبن هانيبال. أطلقوا أغنيتي "Open" و "The Fall" على الإنترنت بدون تفاصيل كثيرة، مما أدى إلى تكهنات حول الفرقة. صدر ألبومهم الأول، امرأة ، في 4 مارس 2013.   في يونيو 2013، تم إدراج الألبوم في القائمة الطويلة لجائزة Polaris Music Prize لعام 2013 . في عام 2017، تم الإعلان عن أن روبن هانيبال لم يعد عضوًا في راي وأن المشروع قد تطور إلى فرقة موسيقية بقيادة ميلوش تم إصدار ألبومهم الثاني Blood ، في 2 فبراير 2018، وكتبه وأنتج وأدى إلى حد كبير ميلوش. 

## أعضاء الفرقة
- ولد مايكل ميلوش في تورنتو، كندا، وهو موسيقي ومطرب إلكتروني. وهو عازف تشيلو مدرب بشكل كلاسيكي. انتقل إلى برلين بألمانيا لمتابعة الموسيقى كمطرب ومنتج. باستخدام الاسم ميلوش بشكل احترافي، وقع عقداً مع شركة Plug Research وأصدر ألبومين.
- روبن هانيبال (ولد باسم روبن براون) كان عضوًا في الثنائي الدنماركي Quadron مع Coco Maja Hastrup Karshøj.

## ديسكغرفي

### الأغاني
- من فضلك (2017)
- «طعم» (2017)
- «ترنيمة» (2018)
- «مطلوب» (2019)
- «جميلة» (2020)
- «عاجز» (2020)
- «المطر الأسود» (2020)

## الفيديوهات

### الفيديوهات الموسيقية
| الأغنية        | سنة  | مخرج (ق)                          | ملاحظات        |
| -------------- | ---- | --------------------------------- | -------------- |
| "السقوط"       | 2012 | دانيال كراج جاكوبسن               | [ 9 ]          |
| "فتح"          | 2012 | جينيفر نيس                        | النسخة الأصلية |
| "فتح"          | 2013 | دانيال كراج جاكوبسن               | النسخة الثانية |
| "رجاء"         | 2017 | مايكل ميلوش                       | [ 12 ]         |
| "عد إلى خمسة"  | 2018 | مايكل ميلوش، جينيفيف ميدو جينكينز | [ 13 ]         |
| "اغنية لك"     | 2018 | مايكل ميلوش، جينيفيف ميدو جينكينز | [ 14 ]         |
| "فينيكس"       | 2018 | مايكل ميلوش، جينيفيف ميدو جينكينز | [ 15 ]         |
| "المطر الأسود" | 2020 | سام تايلور جونسون                 | [ 16 ]         |

## روابط خارجية
- الموقع الرسمي